# Robert Ier (roi des Francs)
Pour les articles homonymes, voir Robert Ier.
Robert Ier (né vers 860 – mort le 15 juin 923 à Soissons) est élu roi de Francie occidentale en 922. Fils cadet du comte d'Anjou Robert le Fort (vers 815/30–866) et probablement d'Emma de Bourgogne, fille cadette du comte Conrad Ier et d'Adélaïde d'Alsace, il est le frère d'Eudes et le grand-père d'Hugues Capet.

## Biographie
Son frère Eudes, devenu roi en 888, le nomme à la tête de plusieurs comtés, y compris le comté de Paris et la marche de Neustrie. Robert est également abbé in commendam de plusieurs abbayes. Il ne revendique pas la couronne de France quand son frère meurt en 898, reconnaissant les droits à la succession du roi carolingien, Charles III le Simple, qui, selon Richer de Reims, le confirme « duc de la Gaule celtique » (Neustrie). Il ne semble pas qu'il soit le titulaire du titre de duc des Francs, comme l'est Hugues le Grand en 936.
Robert continue à défendre le nord de la France contre les attaques des Normands. Ainsi le 20 juillet 911, il participe à la bataille qui libère Chartres, défendue par son évêque Jousseaume, du siège normand. Avec l'aide du marquis de Bourgogne Richard et d'Ebles comte de Poitiers, les Normands sont sévèrement battus,, ce qui permet au roi de négocier avec Rollon la sédentarisation des Normands autour de Rouen. L'historien Karl Ferdinand Werner souligne l'importance de ce fait d'armes qui stabilise la situation en Neustrie et permet à ses vainqueurs de s'affirmer en défenseurs du royaume. Flodoard relate qu'en 921 Robert, après avoir assiégé pendant plus de cinq mois les Normands de la Loire, « reçut d'eux des otages et leur concéda la Bretagne qu'ils avaient dévastée, ainsi que le pagus de Nantes ». L'annaliste ajoute que les Normands commencèrent alors « à recevoir la foi du Christ ». Robert réitère ainsi, au profit des Normands de la Loire, la politique suivie dix ans plut tôt à l'égard de Rollon et des Normands de la Seine. L'ultime précision de Flodoard semble d'ailleurs indiquer que la conversion des Normands au christianisme figure, comme en 911, parmi les conditions de la paix proposée par le marquis de Neustrie. Dix ans auparavant, le traité de Saint-Clair-sur-Epte avait été conclu par le roi lui-même, ou tout au moins sous le sceau de son autorité. Rien de tel en 921 : c'est Robert, et lui seul, qui traite. Dans des circonstances apparemment analogues, le Robertien ne s'est pas préoccupé d'associer Charles le Simple à une décision pourtant capitale. Ce camouflet à l'autorité royale donne la mesure du chemin parcouru en une décennie.
Le 11 juin 921,  Charles III et Robert sont néanmoins réunis au palais royal d'Attigny. Agissant en fidèle apparemment respectueux de l'autorité de son roi, le marquis de Neustrie y requiert un diplôme royal au profit du monastère de Saint-Amand dont il est abbé. La présence à cette date de Robert auprès du Carolingien laisse supposer que Charles a accepté d'éloigner son favori et de remettre de nouveau le traitement des affaires du royaume occidental à son entourage de grands. Pourtant, presque aussitôt, Charles III va commettre l'irréparable. Croyant sans doute avoir pleinement rétabli sa position, il rappelle Haganon et tente à nouveau de l'imposer aux grands du royaume occidental. Pour qu'Haganon puisse intervenir dans les affaires du royaume de l'Ouest, il faudrait que le roi lui concède un honor en son sein. C'est ce que va faire Charles III : au printemps de l'année 922, il retire à sa tante Rothilde la riche abbaye de Chelles pour la donner à son favori. Le geste est doublement maladroit. D'abord parce qu'il est acquis depuis longtemps que le roi ne peut, sauf cas de trahison ou de forfaiture, retirer sans compensation un honor à l'un quelconque de ses fidèles. ensuite et surtout parce que l'affront fait à Rothilde est loin d'être neutre : Rothilde, fille de Charles le Chauve et épouse du comte du Maine, est aussi la belle-mère d'Hugues, le fils du marquis Robert. C'est donc tout le clan robertien qui se trouve concerné par l'affront et qui va y répondre par l'insurrection. Une insurrection d'autant plus grave que Robert et Hugues vont entraîner dans leur sillage de très nombreux grands, ulcérés par le comportement du roi : presque tous les comtes de la Francia, pourtant vassaux directs du Carolingien, le duc de Bourgogne Raoul, fils et successeur de Richard, qui a épousé Emma, fille de Robert de Neustrie ; enfin, plus grave encore, les vassaux de l'archevêché de Reims, et peut-être même cet archevêque Hervé qui, un an plus tôt, avait seul secouru le monarque abandonné.
Grâce à Flodoard, témoin des événements, nous pouvons reconstituer jusque dans ses moindres détails le drame qui se joue à partir du mois d'avril 922. Aussitôt connue la nouvelle de la dépossession de Rothilde, le fils de Robert, Hugues, a gagné à sa cause les vassaux de l'église de Reims et certains comtes de Francia. À la tête d'une armée de deux mille guerriers, il a fait mouvement vers Laon, obligeant Charles et Haganon qui y résidaient à se replier précipitamment vers la Lorraine en compagnie du comte Herbert II de Vermandois. Hugues a poursuivi Charles jusqu'à la Meuse, où il s'est assuré l'alliance de Gislebert de Lorraine. De son côté, le marquis Robert a fait sa jonction avec l'armée bourguignonne commandée par son gendre, le duc Raoul. Les combats ont alors commencé.
Prenant l'offensive, Charles et sa poignée de Lorrains se sont jetés sur le Rémois, détruisant le château d'Omont, s'emparant de celui d'Épernay, livrant au pillage les possessions de l'église de Reims. Puis, le jour de la Pentecôte, l'ost royal a tourné ses armes contre Reims. En vain, car les habitants de la cité épiscopale lui ont infligé des pertes considérables, l'obligeant à rompre le combat. Peu après ce premier revers, Charles a pris connaissance d'un autre désastre : Laon, sa capitale, n'a pas résisté à l'assaut donné par le marquis Robert. Un instant, le Carolingien a songé à se porter contre la ville. Mais voyant son armée démoralisée, laminée par les défections, il s'est résolu à abandonner la lutte et à franchir la Meuse pour se réfugier chez ses derniers fidèles lorrains.
Robert est désormais maître du terrain et sa position n'a jamais été aussi forte. Là où Eudes, trente-quatre ans plus tôt, ne pouvait compter que sur l'appui de la Neustrie, Robert, lui, est parvenu à tisser autour de sa personne un solide réseau d'alliances. En Lorraine, où Charles garde encore quelques partisans, le duc Gislebert lui est favorable ; la Bourgogne de Raoul lui est tout acquise ; quant à la Francia, autrefois si hostile à Eudes, elle a cette fois remarquablement soutenu Robert contre son propre maître. Sans doute l'un de ses principaux comtes, le Carolingien Herbert II, a-t-il pris le parti de Charles, comme l'avait fait trente ans plus tôt son père Herbert Ier. Mais Herbert est à double titre très proche du marquis de Neustrie : il a épousé Adèle, une fille que Robert a eue d'un premier mariage, et Robert, de son côté, a épousé en secondes noces une sœur d'Herbert. La soumission d'Herbert n'est donc qu'une question de temps ; peut-être même est-elle déjà faite au lendemain de la prise de Laon.
Restent les autres princes. Arnoul Ier de Flandre est indifférent. Les Aquitains n'approuvent guère : après le sacre de Robert, les scriptoria ecclésiastiques de Poitiers, Limoges, Brioude, Conques, persisteront à dater leurs actes du règne de Charles le Simple. Quant aux Normands de Rouen, ils voient d'un très mauvais œil la fortune abandonner le roi qui avait légitimé leur installation dans les pagi de la Basse-Seine : « Ton seigneur veut galoper trop vite et outrepasser le droit. Qu'il se contente de ruiner les affaires du roi ; je ne veux pas qu'il ait la royauté. » Ainsi aurait répondu, selon le témoignage plus que douteux de Dudon de Saint-Quentin, le comte Rollon à l'émissaire de Robert venu sonder les intentions du chef normand.
Cependant, personne, à l'exception peut-être des Normands eux-mêmes, ne semblait prêt à marcher au secours de Charles. Vraie ou apocryphe, la repartie de Rollon illustre assez bien ce mélange d'hostilité à l'égard des ambitions de Robert, et d'indifférence au sort du Carolingien, qui semble avoir dominé chez les principaux grands étrangers à la Francia. C'est donc fort de l'alliance des uns et de l'inertie des autres que Robert peut, le 29 juin 922, faire ce que son aîné n'avait pas osé tenter : prendre la place d'un Carolingien encore bien vivant.
« Les Francs, relate Flodoard, élurent Robert comme leur seigneur et se commandèrent à lui ; c'est pourquoi, poursuit-il, celui-ci fut institué roi à Saint-Remi de Reims par les évêques et les grands du royaume. » Peut-être est-ce par fierté froissée que l'annaliste de Reims tait le nom du prélat consécrateur, qui n'est pas son archevêque, alors à l'agonie, mais l'archevêque Gautier de Sens, rival traditionnel du métropolitain de Reims, le même qui, trente-quatre ans plus tôt, avait sacré le premier roi robertien (Eudes). Cela, toutefois, n'empêche pas Flodoard de noter ce qui fait de l'usurpation de Robert une royauté légitime : l'élection par les grands, plus forte que le principe héréditaire ; le sacre de Reims en présence des évêques et des grands. Flodoard est un réaliste : il a accepté le changement de roi comme une solution que la conjoncture politique a rendue inévitable et, somme toute, normale.
Soixante-dix ans plus tard, Richer de Reims, à l'instar d'autres chroniqueurs de son époque, préférera s'apitoyer sur le sort du malheureux Charles et présenter Robert comme un vassal félon et un usurpateur. Mais Richer vit à une époque où l'imaginaire collectif a commencé de s'emparer d'un thème qui semble au cœur des préoccupations de ses contemporains : celui du respect de l'engagement pris par serment, de la fidélité du vassal à l'égard de son seigneur. Son œuvre est pleine d'allusions critiques à la félonie et il n'y a en cela rien de fortuit : son époque est par excellence celle des trahisons, du non-respect de la parole donnée érigé en principe d'action. Mais ce n'est pas la seule explication. Comme l'a montré tout récemment K.F. Werner, l'idée d'une légitimité dynastique des Carolingiens est paradoxalement plus forte à la fin du Xe siècle, au temps d'Hugues Capet, qu'elle ne l'était à l'époque de la déchéance de Charles. En condamnant l'usurpation de Robert, Richer se fait l'écho de ce phénomène.
Il reste que, si l'on se place à l'époque des événements, c'est la façon de voir de Flodoard qui prévaut : acclamé par les Francs, sacré selon la tradition, Robert est bien aux yeux de ses contemporains, de ceux que concerne son usurpation, un roi à part entière. Reconnu par le pape Jean X, il va l'être aussi par Henri Ier de Germanie lors d'une rencontre qui a lieu au début de 923 sur les bords de la Ruhr. Henri ne s'est d'ailleurs pas contenté de reconnaître Robert comme roi des Francs de l'Ouest : il l'a reconnu aussi comme roi de Lotharingie en renouvelant à son profit les termes du traité conclu un an plus tôt avec Charles (le 7 novembre 921). Vaincu et abandonné, le Carolingien n'est donc plus rien.
La royauté de Robert sera de courte durée. En un ultime sursaut d'énergie, Charles, moins d'un an plus tard, va tenter avec ses derniers partisans lorrains un audacieux coup de main contre son adversaire qui a commis l'imprudence de licencier son armée. Le 15 juin 923 se déroule non loin de l'abbaye Saint-Médard de Soissons une bataille confuse, dont l'issue n'est certes pas favorable à Charles, contraint à la retraite. Mais au cœur de la mêlée, le roi Robert a trouvé la mort « transpercé par des lances », précise Flodoard, terrassé « par le jugement de Dieu », corrige une chronique hostile au Robertien, « tué par Charles de ses propres mains », renchérit le continuateur de Réginon de Prüm.
Charles rassemble une armée et marche contre Robert qui, le 15 juin 923, est tué après moins d'un an de règne par Fulbert (ou Faubert, Foubert) au cours de la bataille de Soissons. Selon certains comme Adalbert, archevêque de Magdebourg, continuateur de la chronique de Réginon de Prüm, Robert périt de la main même de Charles.
Ces versions dramatiques, tout comme les récits légendaires forgés par la suite sur le roi Robert, sont significatives : l'histoire a rendu son jugement. La mort de Robert est inséparable de son usurpation : elle est châtiment et l'on ne doutera pas, à la fin du Xe siècle, qu'elle n'ait été conforme à une juste sentence de la divinité. Son règne, l'un des plus courts de l'histoire de France, n'en a pas moins constitué une étape de plus dans l'altération du principe dynastique, déjà si malmené par l'avènement d'Eudes, trente-cinq ans plus tôt. À deux reprises, en 920 et 922, les grands du royaume de l'Ouest se sont érigés en juges des actes et de la capacité d'un roi régnant, d'un roi qui ajoutait à la légitimité tirée de l'élection et du sacre une légitimité fondée sur la naissance. Cette double légitimité, que seul un Carolingien était en droit d'invoquer, n'a pas permis à Charles de sauver son trône. Reconnu « sous conditions » au lendemain de la mort d'Eudes, Charles a été déposé pour avoir tenté de rompre l'équilibre politique qui s'imposait à lui. Dès lors, la légitimité a changé de nature et de fondement. En 922, un roi n'est légitime qu'autant qu'il accepte le principe de gouvernement « par conseil » et qu'il n'entreprend pas de remettre en cause le nouvel ordre politique : cet ordre des princes qui est désormais celui de Dieu.
Grâce au courage et au sang-froid du fils de Robert, Hugues le Grand, la victoire finale reviendra toutefois au clan des Robertiens, empêchant le roi Charles III de récupérer sa couronne. Les grands du royaume éliront alors comme roi des Francs Raoul, duc de Bourgogne, beau-fils du roi Robert Ier. Il sera sacré le 13 juillet 923.

## Descendance
D'une première épouse nommée Aélis (ou Adèle) du Maine, Robert avait eu :
- Adèle (née avant 898), mariée avant 907 à Herbert II, comte de Vermandois.

Il épouse ensuite Béatrice de Vermandois, fille d'Herbert Ier, comte de Vermandois, arrière-petite-fille de Bernard, roi d'Italie, lui-même petit-fils de Charlemagne. De ce mariage naissent deux enfants :
- Emma, mariée vers 918 avec Raoul, duc de Bourgogne puis roi de Francie ;
- Hugues le Grand, duc des Francs, qui fut le père d'Hugues Capet, premier à recevoir le titre de roi de France.

## Tombeau
Robert Ier a été inhumé en l’abbaye Sainte-Colombe fondée par le roi des Francs Clotaire II en 620. Lors de la Révolution, le monastère a été détruit. Sa disparition totale est interrompue en 1842. En 1853, des fouilles entreprises dans la crypte mirent au jour plusieurs sépultures. Aucune d’entre elles ne peut lui être attribuée.